# シトリニン
シトリニン（citrinin）は、HetheringtonならびにRaistrickによって1931年にPenicillium citrinumの培養液から単離されたマイコトキシンの一種である。以後、穀物やチーズ、日本酒、赤色色素といった人間の食品の生産において使われる様々な菌によって産生されることが明らかにされている。シトリニンは市販の紅麹米からも見出されている。

## 毒性
シトリニンは試験された全ての種において腎臓毒として作用するが、その急性毒性には差異がある。シトリニンは家畜において真菌性腎症を引き起こし、ヒトにおけるバルカン腎症や黄色米熱の原因と考えられている。
シトリニンは生物学研究の試薬として使用されている。シトリニンはミトコンドリア透過孔の開口を誘導し、呼吸鎖の複合体IIIを妨げることによって細胞呼吸を阻害する。
シトリニンはヒトの皮膚を透過することができる。農業あるいは生活環境における皮膚接触後に顕著な健康リスクはないとはいえ、皮膚接触は避けなければならない。

## 生産者
シトリニンは以下の種を含む様々な菌によって産生される。
- Aspergillus niveus
- Aspergillus ochraceus
- Aspergillus oryzae（ニホンコウジカビ）
- Aspergillus terreus
- Aspergillus flavus[5]
- Monascus ruber
- Monascus purpureus
- Penicillium citrinum[6][7][5]
- Penicillium camemberti

## ほか
1971年、保存中の羊毛を黄変させる物質に含有されていたとの報告がある。